# Białobrzegi
Białobrzegi [bʲawɔˈbʒɛɟi] ist eine Stadt in der Woiwodschaft Masowien in Polen. Sie ist Sitz des Powiat Białobrzeski und der gleichnamigen Stadt-und-Land-Gemeinde mit 10.236 Einwohnern (Stand 31. Dezember 2020).

## Geschichte

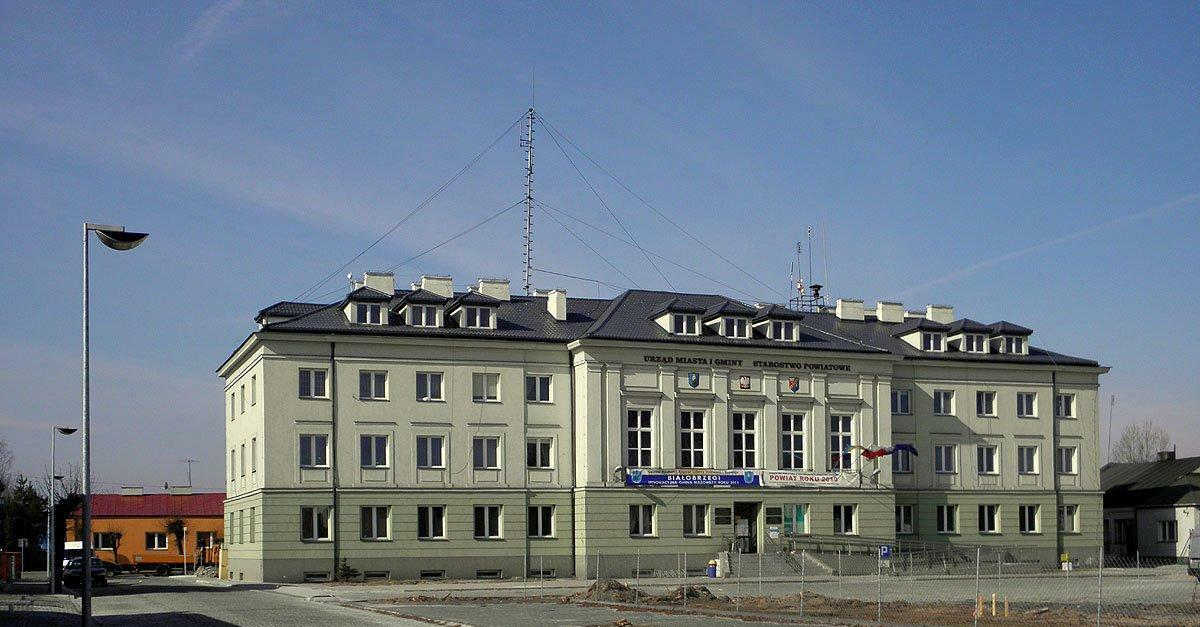
Gebäude des Stadt- und Gemeinderats

Die Ortschaft wurde im Jahr 1470 als Byalobrzegy erstmals erwähnt. 1540 erhielt der Ort das Stadtrecht von König Sigismund I. und wurde 1775 Teil Österreichs. 1809 wurde er dann Teil des Herzogtums Warschau und 1815 Kongresspolens. Zum Januar 1870 verlor der Ort sein Stadtrecht.
Im September 1939 wurde Białobrzegi von der deutschen Wehrmacht besetzt. Während der Besatzungszeit wurden alle Juden des Ortes entweder ermordet oder in das Vernichtungslager Treblinka deportiert. Östlich der Stadt entstand 1940 der Truppenübungsplatz Mitte der deutschen Wehrmacht. Am 16. Januar 1945 erreichte die Rote Armee den Ort.
1958 erhielt der Ort sein Stadtrecht zurück. Von 1956 bis 1975 war er Sitz des Powiat Białobrzeski in der Woiwodschaft Kielce. 1999 wurde Białobrzegi erneut Hauptstadt des Powiat Białobrzeski.

### Bevölkerungsentwicklung
- 1995 – 7466
- 2000 – 7171
- 2004 – 7262
- 2019 – 6951

## Gemeinde
Zur Stadt-und-Land-Gemeinde (gmina miejsko-wiejska) Białobrzegi gehören die Stadt selbst und zehn Dörfer mit Schulzenämtern.